# Пипков, Панайот
Панайо́т Хри́стов Пи́пков (21 ноября 1871, Пловдив — 25 августа 1942, София, Болгария) — болгарский композитор, автор песен, хоровой дирижёр, актёр, драматург. Отец выдающегося болгарского композитора Любомира Пипкова.

## Биография
Панайот Пипков родился в Пловдиве в семье музыканта. С раннего детства обучался игре на скрипке, писал стихи. Учился в Пловдивской пятилетней школе, но из-за недостатка средств был вынужден оставить учёбу и поступить на работу секретарём мирового судьи. Играл в любительской театральной труппе в Пловдиве (1887), затем в нескольких театральных труппах в Софии. В 1892 году написал свою первую пьесу «Бойко». При поддержке актёров получил стипендию и в 1898 отправился учиться в Миланскую консерваторию, совершенствовался в 1899 году в Праге.
Пипков служил дирижёром в музыкальных обществах Русе и Варны. Работал учителем музыки в Ловече, основал ученический церковный хор при церкви Святой Богородицы (1901), хор при мужской пятилетней школе. Руководил городским духовым оркестром, был капельмейстером военного оркестра 34 пехотного троянского полка (1904). В этот период создавал произведения для духового оркестра, хора, детские песни.
Переехав в Софию, Пипков преподавал музыку в Первой и Второй женских гимназиях и в Женском педагогическом училище. С 1912 по 1918 участвовал в Балканских и Первой мировой войнах капельмейстером военного оркестра. После войны работал в различных театрах в качестве актёра и дирижёра.
Панайота Пипкова называют в числе учителей его сына, выдающегося болгарского композитора Любомира Пипкова. В 2001 году назван Почётным гражданином Ловеча, его имя носят музыкальные учебные заведения в Ловече и Софии.

## Творческая деятельность
Панайота Пипкова относят к числу композиторов так называемого «первого поколения», к пионерам болгарской профессиональной музыки. Пипков — первый болгарский композитор, написавший произведения для фортепиано.
Пипков работал в качестве дирижёра, хормейстера и заведующего музыкальной частью в Софии в Народном театре (1917—1920), Свободном театре (1918—1919), Драматическом театре (1923—1924), театре «Ренессанс» и других. Участвовал в создании драматических («Иванко» В. Друмева, «Над пропастью» И. Вазова) и оперных («Гергана» и «Заброшенная мельница» Г. Атанасова, «Вертер» Ж. Массне (первая постановка в Болгарии), «Проданная невеста» Б. Сметаны, «Паяцы» Р. Леонкавалло) спектаклей в софийских театрах.
Актёрская карьера Панайота Пипкова связана с разными театральными коллективами. Пипков играл в драматической труппе «Основа» в Софии (1889—1890), драматической оперной труппе (1890), театре «Слеза и смех» (1992—1993). В числе драматических ролей Пипкова: Лукин («Ревизор» Н. В. Гоголя), Гросс («Похищение сабинянок» Л. Андреева), Конти («Эмилия Галотти» Лессинга).

## Избранные произведения

### Музыкальные
- «Иди, народ возрождённый!» на стихи Стояна Михайловского (1901)[2][3]
- «Эльфийский танец» для фортепиано (1908)
- детская оперетта «Дети и птички» на собственное либретто (первая постановка — 1909, Оперная труппа К. Рамаданова, София)
- детская оперетта «Сверчок и муравей» на собственное либретто (1910, Народный театр, София)
- «Болгарская рапсодия» для фортепиано (1918)
- опера «Русский» по поэме И. Вазова «Загорка» (1927) (утрачена)
- «Парафраз на народную тему» для скрипки и фортепиано (1936)
- музыка к спектаклям
- хоровые произведения
- произведения для ансамбля духовых инструментов
- пьесы для фортепиано, скрипки
- детские песни (сборники изданы в 1902, 1903, 1904)
- переложения народных песен